# Ammiragliato di Amsterdam

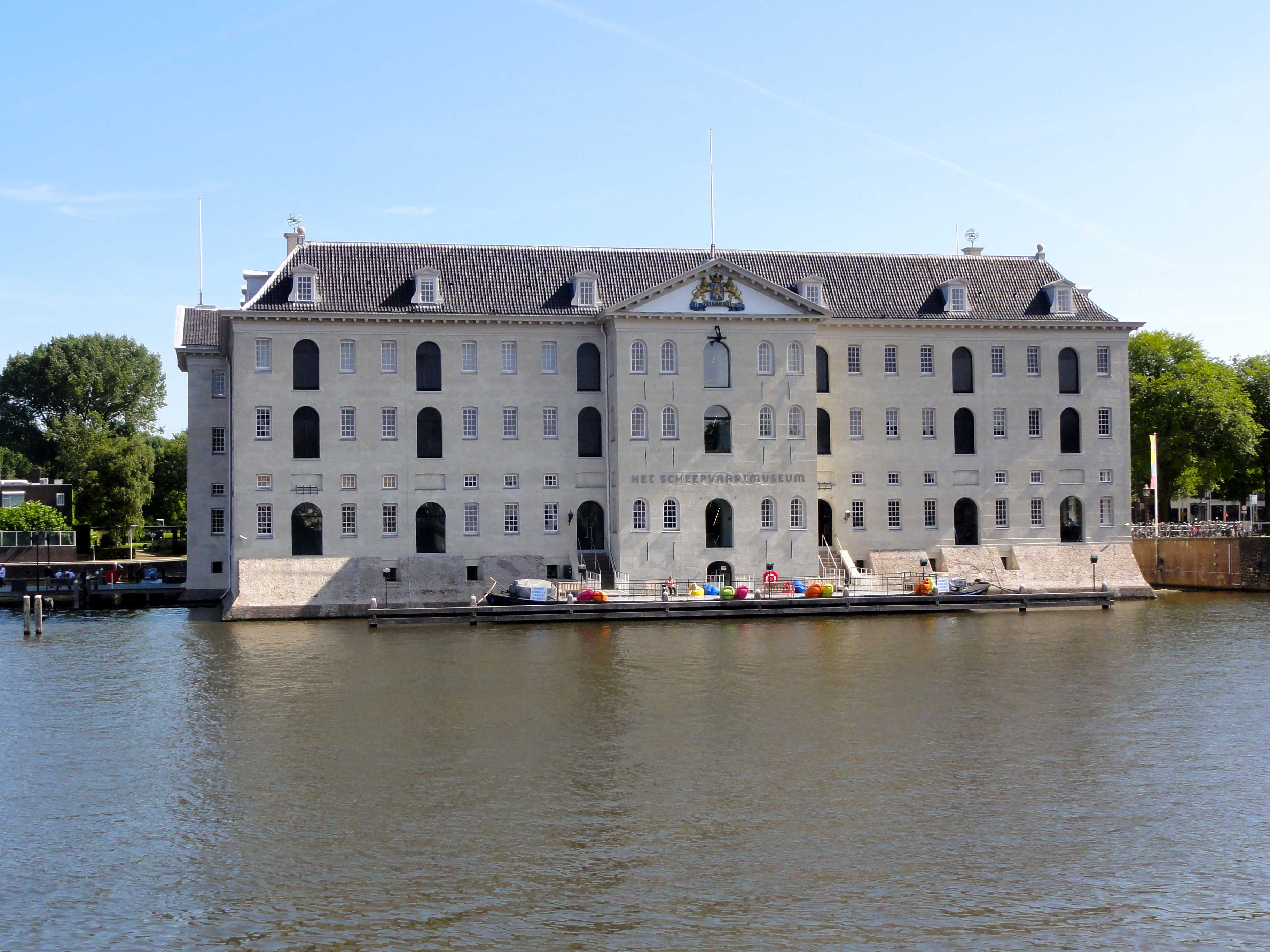
L'edificio del ex Magazzino marittimo nazionale ("s Lands Zeemagazijn"), dell'Ammiragliato di Amsterdam, oggi sede del Museo navale dei Paesi Bassi

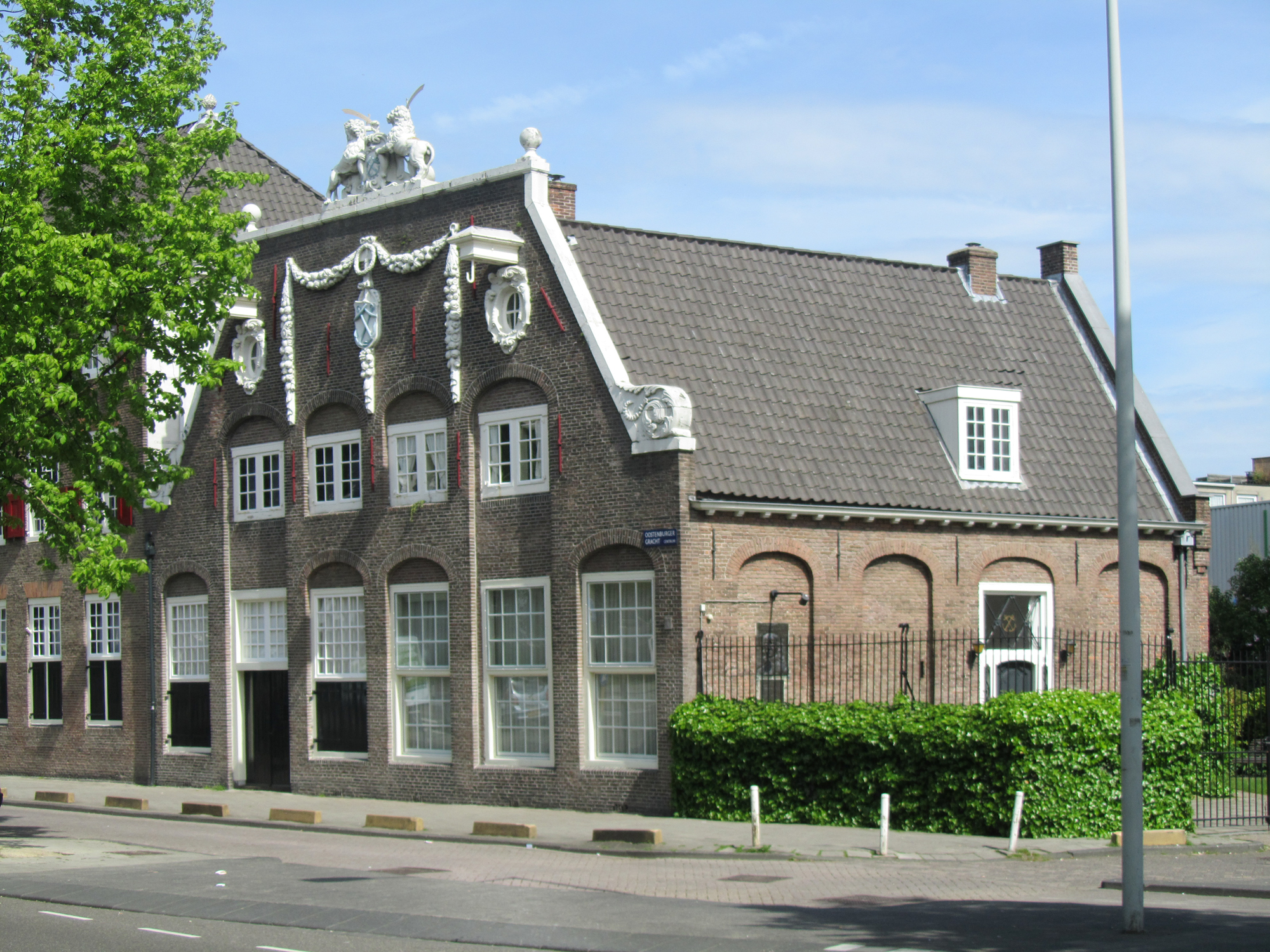
La Corderia dell'Ammiragliato (Admiraliteitslijnbaan) sul Canale Orientale (Oostenburgergracht)

L'Ammiragliato di Amsterdam (in olandese: Admiraliteit van Amsterdam), attivo dal 28 agosto 1586, fu il maggiore dei cinque ammiragliati olandesi al tempo delle Province Unite, i quali erano suddivisi in cinque "collegi". L'amministrazione dei cinque enti fu fortemente influenzata da interessi provinciali. Il suo territorio di competenza era limitato alla città stessa di Amsterdam, alla regione di Gooi, alle isole di Texel, Vlieland e Terschelling, la provincia di Utrecht della Gheldria dei quartieri di Arnhem e della contea di Zutphen. Quello di Amsterdam divenne presto l'ammiragliato più sviluppato e sopperendo alle manchevolezze degli altri ammiragliati. Quando il 27 febbraio 1795, durante le riforme della Repubblica di Batavia, il "Comitato per gli affari della Marina" (Comité tot de Zaken der Marine) rimpiazzò i vari collegi degli ammiragliati, i funzionari di livello più basso furono mantenuti mentre i dirigenti furono congedati.